# Samba Cham
Samba Cham ist ein gambischer Politiker.

## Leben
| Parlamentswahl | Stimmen | Stimmanteil     |
| -------------- | ------- | --------------- |
| 2012           | n/a     | ohne Konkurrenz |

Cham trat bei der Wahl zum Parlament 2012 als Kandidat der Alliance for Patriotic Reorientation and Construction (APRC) im Wahlkreis Central Badibu in der Kerewan Administrative Area an. Da es von der Opposition keinen Gegenkandidaten gab, konnte er den Wahlkreis für sich gewinnen. Zu der Wahl zum Parlament 2017 trat Cham nicht als Kandidat an.